# Smittia polaris
Smittia polaris är en tvåvingeart som först beskrevs av Jean-Jacques Kieffer 1926.  Smittia polaris ingår i släktet Smittia och familjen fjädermyggor.
Artens utbredningsområde är Northwest Territories, Kanada. Arten har ej påträffats i Sverige. Inga underarter finns listade i Catalogue of Life.